# مكاريوس الثالث (بابا الإسكندرية)
البابا مكاريوس الثالث (18 فبراير 1872 - 31 أغسطس 1945) البطريرك ال 114 للكرازة المرقسية.
كان مطران أسيوط قبل أن يصبح البابا، وهو ثاني أُسقف / مطران يصبح البابا بعد البابا يوحنا التاسع عشر (1928 - 1945)
ولد في مدينة المحلة الكبرى في 18 فبراير 1872 من أسرة عريقة ومشهورة باسم القسيس امتازت بالفضيلة والتدين فنشأ منذ نعومة أظفاره في وسط متدين تقى تلقى علومه الابتدائية والثانوية في المحلة وطنطا وكان منذ صباه مولعا بالوحدة مهتما بحفظ الألحان الكنسية ولما بلغ السادسة عشر هجر العالم وقصد دير الأنبا بيشوي بوادي النطرون سنة 1888م وحقق رغبته في العبادة والزهد وكان اسمه الراهب عبد المسيح فتفرغ للعبادة ودرس الكتاب المقدس والكتب الكنسية والطقوس القبطية وسرعان ما ظهرت فضائله وتقواه وذاعت سمعته الطاهرة بين الرهبان وقد امتاز بنسخ الكتب وحسن الخط القبطي والعربي كما أتقن فنون الزخرفة القبطية الدينية وبعد أن سيم قسا قضى في الحياة الكنسية حوالي ست سنوات ثم توجه إلى دير البراموس سنة 1895م حيث سامه البابا كيرلس الخامس قمصًا وكاتمًا لأسراره كما كلُفه بالتدريس في مدرسة الرهبان وأسند إليه تدريس اللغة القبطية والفرنسية وكان في نيته أن يرسم مطرانا لكرسي مصر ولكنه بعد 25 شهر من وصول القمص عبد المسيح للقاهرة مات الأنبا ميخائيل أسقف أسيوط فحضر إلى القاهرة وفد من أسيوط ووقع اختيارهم على القمص الجليل وزكوه مطرانا لأسيوط فلم يقبل البابا في بادئ الأمر طلبهم لأنه كان يحتفظ به ليقيمه مطرانا للقاهرة ومساعد لغبطته في إدارة الشئون الكرازة المرقسية.
ولما ألحَّ الوفد في الطلب واشتدوا في الرجاء قبل البابا اختياهم له ورسمه مطرانا لأسيوط في 11 يوليو 1897 م وكان وقتئذ في الرابعة والعشرين من عمره وسماه مكاريوس فذهب إلى مقر كرسيه وهو شاب يافع لا سلاح له إلا تقواه وزهده وعلمه فشمر عن ساعد جده وماضي عزمه وحنكة الشيوخ وتجربتهم بالرغم من حداثة سنه في ضم الشتات وتركيز العقيدة فحفظ للشعب وحدته وللكنيسة مقامها وقدسيتها ونجح نجاح باهر ولم يكتفِ بالبرنامج الذي وضعه للإصلاح الكنسي بل عقد مؤتمر قبطيا عظيما في مدينة أسيوط رغم الاعتراضات التي قامت في سبيله ولم يكتف بذلك بل قدم للبابا كيرلس الخامس في أول سنة 1920 م رسالة عن المطالب الإصلاحية الملية بالاشتراك مع زميله الأنبا ثاوفيلس أسقف منفلوط وأبنوب وقتئذ مما دلَّ على عظم كفاءته ورغبته في إعلاء كلمة الحق.
ولما تنيح البابا كيرلس الخامس في سنة 1927 رشحه الشعب للكرسي البطريركب لتحقيق مطالب الإصلاح ولكن حالت الظروف واعتلى البابا يوأنس التاسع عشر ولما تنيح البابا يوأنس التاسع عشر في سنة 1944 م شاءت العناية الإلهية أن يتبوأ الأنبا مكاريوس الثالث العرش المرقسي ورسم بطريركا على الكرازة المرقسبة في 13 فبراير 1944 م.
وبعد أن تبوأ كرسي البطريركية أصدر وثيقة تاريخية في 22 فبراير 1944م غرضها الأساسي إصلاح الأديرة وترقية رهبانها علميا وروحيا وأمر بمحاسبة نظارها ورؤسائها وقد أدى هذا الأمر إلى انقسام كبير بين المجمع المقدس والمجلس الملي العام .
وفي 7 يونيه 1944م قدّم المجمع المقدس إلى البابا وإلى وزير العدل مذكرة بالاعتراض على قانون الأحوال الشخصية لغير المسلمين
لأنه يهدم قانونا من قوانين الكنيسة القبطية كما يمس سرّين من أسرار الكنيسة وهما سر الزواج وسر الكهنوت .
وقد استمر النزاع وتعذر التوفيق بين المجمع والمجلس الملي العام وفشل المحاولات التي قام بها البابا للتوفيق بينهم حتى اضطر البابا إلى هجر العاصمة مقر كرسيه واعتكف في حلوان ثم اتجه إلى الأديرة الشرقية بصحبة الآباء المطارنة واستقر بدير أنطونيوس ثم انتقل إلى دير الأنبا بولا وكانت هذه الحوادث المؤلمة ضجة في أوساط الشعب القبطي.
ولما علم رئيس الوزراء بهذا الأمر عمل على عودة البابا مكرما إلى كرسيه فكلل عمله بالنجاح وبعد ذلك عاد البابا من الدير واستقبله الشعب استقبال حافلا وانعقد أول المجمع المقدس برئاسته وأصدر في أول يناير 1945 عدة قرارات أهمها 
تمثيل كنيسة إثيوبيا في المجمع الإسكندري تبادل البعثات بين مصر وإثيوبيا وإنشاء معهد إكليريكي في إثيوبيا وقصر الطلاق على الزنا ووضع قانونا للأحوال الشخصية وإنشاء كلية لاهوتية للرهبان والمحافظة على مال الوقف القبطي وحسن سير لعمل بالديوان القبطي وتشكيل لجنة دائمة لفحص الكتب الدينية والطقسية وإنشاء سجل في كل كنيسة يسجل فيها أسماء كل عائلة قبطية وأسماء المعمدين والشمامسة والمرتقين والمنتقلين .

## وفاته
وكان البابا يشكوا ضعفاً شديد ألمَّ به في الإسبوعين الأخيرين من حياته اضطره أن يلازم قصره معتكفا وفي مساء الخميس 30 أغسطس 1945 شعر بتعب شديد وأصيب بهبوط شديد في القلب وصعدت الروح إلى بارئها في يوم الجمعة 31 أغسطس 1945. 
بعد أن أقام على الكرسي البطريركي سنة واحدة وستة أشهر وتسعة عشر يوما توفي.
واحتفل قبل ظهر يوم الأحد 2 سبتمبر 1945 بتشييع جثمانه المقدس إلى مقره الأخير بالكنيسة ووضع تابوته بجوار أجساد البطاركة السابقين .

## المصدر
- السنكسار المقدس، وهو كتاب مقدس للأقباط الأرثوذكس، متواجد في العديد من المواقع ومنها CopticChurch.net.